# Ton Lokhoff
Antonius („Ton“) Johannes Jacobus Lokhoff (* 25. Dezember 1959 in Breda, Nordbrabant) ist ein ehemaliger niederländischer Fußballspieler und heutiger Fußballtrainer.

## Karriere
Lokhoff, Mister NAC, wie ihn die Fans nannten, begann seine Spielerkarriere bei NAC Breda, wo er insgesamt neun Jahre spielte und seine Karriere 1996 beendete. Dazwischen spielte er bei PSV Eindhoven, Olympique Nîmes und Feyenoord Rotterdam. In der Zeit bei Eindhoven konnte er sogar drei Spiele für die Oranje auflaufen, schoss jedoch kein Tor.

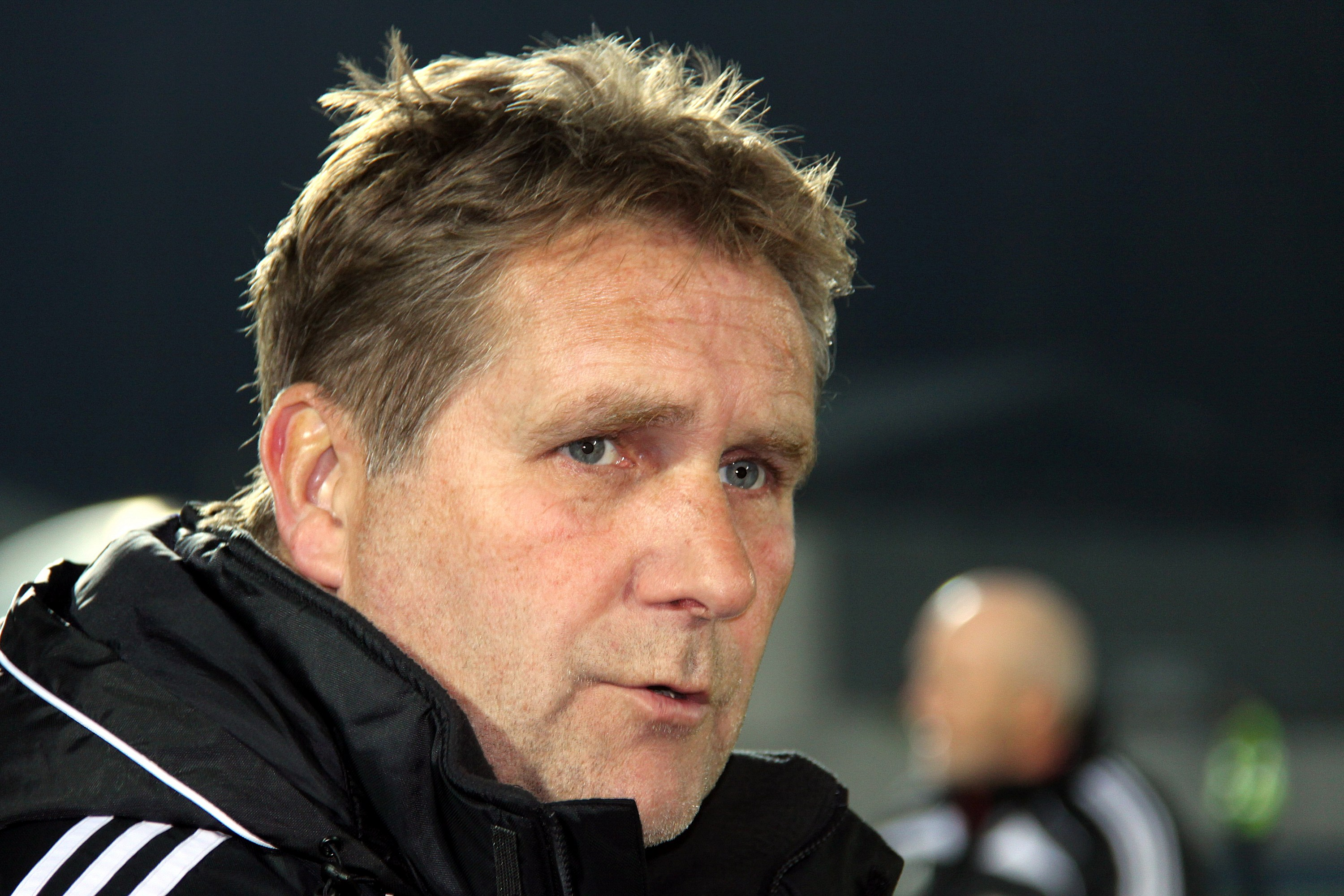
Ton Lokhoff bei Red Bull Salzburg

Nach seiner aktiven Fußballkarriere wurde Lokhoff 1997 Co-Trainer von NAC Breda und sieben Jahre später Chef-Trainer. 2006 beerbte er Mario Been als Trainer von Excelsior Rotterdam, welche die Saison davor den Aufstieg in die Eredivisie schafften. Nach zwei Saisonen der Erstklassigkeit stieg er mit Excelsior ab und verpasste den Wiederaufstieg mit dem 5. Platz klar. Nachdem sein Vertrag in Rotterdam nicht verlängert worden war, übernahm er am 10. September 2009 den Posten als Co-Trainer bei FC Red Bull Salzburg, da Markus Schupp zum Chef-Trainer bei Karlsruhe berufen wurde. Am 26. Februar 2011 durfte Lokhoff erstmals seinen erkrankten Cheftrainer Huub Stevens vertreten. Das Debüt in der österreichischen Bundesliga ging allerdings daneben, denn der FC Red Bull Salzburg musste sich dabei beim SC Magna Wiener Neustadt mit 0:1 geschlagen geben. Im April 2011 wurden Huub Stevens und Ton Lokhoff als Trainer und Co-Trainer durch Ricardo Moniz und Niko Kovač abgelöst. Im Dezember 2011 verpflichtete die VVV-Venlo Lokhoff als Cheftrainer. Er löste bei den Grenzstädtern den zurückgetretenen Glen De Boeck ab. Am 7. Juni 2013 gab Venlo die sofortige Trennung bekannt. Lokhoff assistierte ab dem Beginn der Saison 2013/14 Huub Stevens bei PAOK Saloniki. Am 3. März 2014 wurde er zusammen mit seinem Cheftrainer von seinen Aufgaben in Saloniki entbunden. Eine Woche später wurde Lokhoff zusammen mit Armin Reutershahn beim VfB Stuttgart erneut Co-Trainer von Huub Stevens. Mit Stevens endete auch Lohoffs Engagement in Stuttgart zum Saisonende und er wechselte als Co-Trainer zum VfL Wolfsburg.

## Erfolge
- 1 × niederländischer Meister: 1986 (Eindhoven)
- 1 × niederländischer Pokalsieger: 1991 (Feyenoord)